# Saison 1 de Doraemon
 (avril 2014).
Si vous disposez d'ouvrages ou d'articles de référence ou si vous connaissez des sites web de qualité traitant du thème abordé ici, merci de compléter l'article en donnant les références utiles à sa vérifiabilité et en les liant à la section « Notes et références ».
Chronologie
Saison 2
Cet article présente le guide des épisodes de la première saison de l'anime Doraemon.
- En France, 52 épisodes de la saison 1 ont été licenciés et diffusés à la télévision jusqu'à ce jour.

## Épisode 1:Des nouvelles du futur
- France : 14 avril 2014 sur Boing

## Épisode 2:Magnéto réel
- France : 14 avril 2014 sur Boing

## Épisode 3:Bienvenue sur Canal Nobu
- France : 14 avril 2014 sur Boing

## Épisode 4:La montagne à échos
- France : 14 avril 2014 sur Boing

## Épisode 5:Une longueur d'avance
- France : 14 avril 2014 sur Boing

## Épisode 6:La montgolfière de poche
- France : 14 avril 2014 sur Boing

## Épisode 7:Nobou et sa navette spatiale
- France : 15 avril 2014 sur Boing

## Épisode 8:L'échangeur de vie
- France : 15 avril 2014 sur Boing

## Épisode 9:Le robot ventriloque
- France : 16 avril 2014 sur Boing

## Épisode 10:Nobou dans tous ses états
- France : 16 avril 2014 sur Boing

## Épisode 11:Ultras héros
- France : 17 avril 2014 sur Boing

## Épisode 12:La machine à fabriquer l'eau de mer
- France : 17 avril 2014 sur Boing

## Épisode 13:Le foulard magique
- France : 18 avril 2014 sur Boing

## Épisode 14:Invitations aux dinosaures
- France : 18 avril 2014 sur Boing

## Épisode 15:Le turbo aspirateur de tornade
- France : 19 avril 2014 sur Boing

## Épisode 16:La civilisation du dessous
- France : 19 avril 2014 sur Boing

## Épisode 17:L'inverseur spatio-temporel
- France : 19 avril 2014 sur Boing

## Épisode 18:Baptême de l'aile
- France : 21 avril 2014 sur Boing

## Épisode 19:La ceinture d'attraction universelle
- France : 21 avril 2014 sur Boing

## Épisode 20:Le chewing-gum force plus
- France : 21 avril 2014 sur Boing

## Épisode 21:Le papier à secousses
- France : 22 avril 2014 sur Boing

## Épisode 22:Le rayon de vérité
- France : 22 avril 2014 sur Boing

## Épisode 23:Le concert de géant
- France : 23 avril 2014 sur Boing

## Épisode 24:La ficelle à tout faire
- France : 23 avril 2014 sur Boing

## Épisode 25:Le talisman adhésif
- France : 23 avril 2014 sur Boing

## Épisode 26:Le transmetteur atmosphérique
- France : 24 avril 2014 sur Boing

## Épisode 27:La boîte à lutins
- France : 25 avril 2014 sur Boing

## Épisode 28:Le marteau magique
- France : 25 avril 2014 sur Boing

## Épisode 29:Nobou prend des cours particuliers
- France : 26 avril 2014 sur Boing

## Épisode 30:Des animaux faits main
- France : 26 avril 2014 sur Boing

## Épisode 31:La substitélévision
- France : 27 avril 2014 sur Boing

## Épisode 32:Les cartes à insectes
- France : 27 avril 2014 sur Boing

## Épisode 33:Les ciseaux magiques
- France : 28 avril 2014 sur Boing

## Épisode 34:Le pistolet compresseur de temps
- France : 28 avril 2014 sur Boing

## Épisode 35:A la recherche du serpentosaure
- France : 29 avril 2014 sur Boing

## Épisode 36:Maman fait un régime
- France : 29 avril 2014 sur Boing

## Épisode 37:Doraemon contre Doraemon
- France : 30 avril 2014 sur Boing

## Épisode 38:L'encens à fantômes
- France : 30 avril 2014 sur Boing

## Épisode 39:L'éventail de printemps
- France : 1er mai 2014 sur Boing

## Épisode 40:Le tambour du tonnerre
- France : 1er mai 2014 sur Boing

## Épisode 41:Les poupées magiques
- France : 2 mai 2014 sur Boing

## Épisode 42:Nobou veut un chien de garde
- France : 2 mai 2014 sur Boing

## Épisode 43:La flûte enchantée
- France : 3 mai 2014 sur Boing

## Épisode 44:Le sablier porte-bonheur
- France : 3 mai 2014 sur Boing

## Épisode 45:Le papier taxi
- France : 4 mai 2014 sur Boing

## Épisode 46:La développeuse universelle
- France : 4 mai 2014 sur Boing

## Épisode 47:L'amplificateur d'énergie
- France : 5 mai 2014 sur Boing

## Épisode 48:Le compteur de récompenses
- France : 5 mai 2014 sur Boing

## Épisode 49:L'échange
- France : 6 mai 2014 sur Boing

## Épisode 50:Le stylo-ordinateur
- France : 6 mai 2014 sur Boing

## Épisode 51:Un amour de tonton
- France : 7 mai 2014 sur Boing

## Épisode 52:Les p'tits mots papillon
- France : 7 mai 2014 sur Boing